# Reálné gymnázium v Karlíně
Reálné gymnázium v Karlíně (Česká reálka v Karlíně, v letech 1941-1948 Reálné gymnasium Praha X. - Karlín) je bývalá střední škola v Praze 8 v ulici Kollárova. V budově sídlí Vyšší odborná škola ekonomická.

## Historie
Reálka byla z rozhodnutí zastupitelů města Karlína založena roku 1874 v původní měšťanské škole. Pro novou školní budovu byl zakoupen pozemek mezi karlínským kostelem a svahem Vítkova. Stavbu podle projektu pražského architekta Antonína Bauma provedl karlínský stavitel Josef Blecha v období od 5. března 1875 do léta roku 1876.

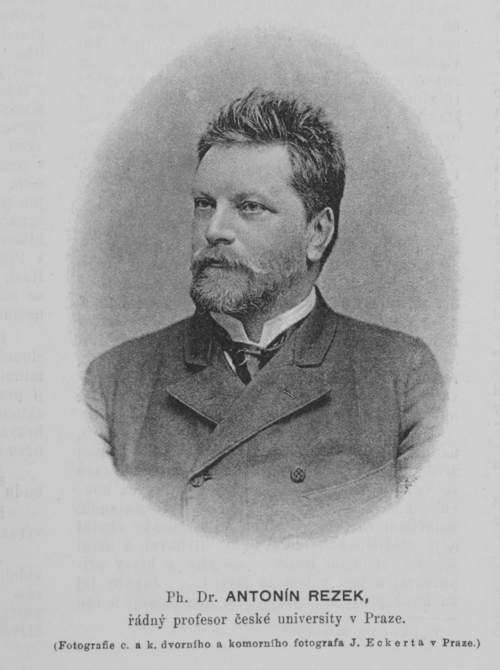
prof. Antonín Rezek, historik, roku 1878 učitel na karlínské reálce

Budovu tvořily dvě křídla - východní a jižní. Učebny ale byly navrženy tak, aby měly světlo buď z východu nebo severu a „byly uchráněny před letními vedry“.
- Do Kollárovy ulice postavené východní, dvoupatrové křídlo mělo 21 okenních os. Pět okenních os uprostřed křídla se nacházelo na mělce vystouplém rizalitu, který byl třípatrový a ve kterém byl v přízemí hlavní vchod s nápisem: „V práci a vědění je naše spasení.“

- Do Pernerovy ulice postavené jižní, dvoupatrové křídlo mělo 15 okenních os a byl tam další vchod do budovy.

Do ředitelského třípokojového bytu v prvním patře, vybaveného kuchyní, předsíní a příslušenstvím, vedlo ze dvora zvláštní postranní schodiště, po kterém bylo možné vstoupit do všech pater včetně půdy. Ve třetím patře se nacházel slavnostní sál, později přestavěný na školní kapli. Škola byla vybavena v té době nejmodernějším zařízením s dostatkem kabinetů a učeben a také sociálním příslušenstvím, napojeným na kašnu na nádvoří. Návštěva školy císařem Františkem Josefem I. 3. června 1880 přinesla kromě stipendií pro chudé žáky převedení školy pod státní správu.

### První světová válka
Po vypuknutí první světové války museli někteří učitelé a studenti starší osmnácti let narukovat. Budova školy ale byla uchráněna stát se lazaretem, protože se při inspekci podařilo přesvědčit komisi, „že je pro tento záměr nevhodná, jelikož její chodby jsou studené a přizpůsobení místností účelům nemocnice by bylo velmi drahé.“

### Po roce 1918
Po skončení války přibyl důraz na výuku tělesné výchovy. Pro ni byla k dispozici tělocvična a školní dvůr, na kterém se v zimních měsících zřizovalo kluziště, na Invalidovně se s vojenským souhlasem konaly školní hry, škola studentům rozdávala volné vstupenky na pražské plovárny, pořádala pro ně zimní výlety spojené s lyžováním a sáňkováním. V jubilejním 50. roce od založení školy studovalo na gymnáziu v 18 třídách 650 studentů.
Koncem druhé světové války, roku 1944, byla škola zavřena a někteří její učitelé a studenti byli totálně nasazeni v nacistickém Německu.

### Po roce 1948
Roku 1967 přibyl na škole nově zavedený obor, který vedl ke vzniku Střední školy ekonomiky služeb. Tento nový obor ve škole převážil a větev gymnazijní se roku 1970 přestěhovala do libeňského gymnázia.

## Názvy školy
- dříve Česká reálka v Karlíně
- 1941 až 1948 Reálné gymnasium Praha X. - Karlín
- 1948 až 1953 Gymnasium, Praha X. - Karlín, Kollárova 4
- 1953 až 1960 3. jedenáctiletá střední škola v Praze 3, Kollárova 5/271
- 1960 až 1970 Střední všeobecně vzdělávací škola, Praha 8, Kollárova 5/271[2]

## Učitelé a absolventi
Ředitelé
- Bartoloměj Pavlíček (1874-1884)
- František Šanda (1884-1893)
- Vincenc Jarolímek (1894-1895)
- Prokop Procházka (1895-1896)
- Jan Plašil (1896-1909)
- Václav Tlučhoř (1909-1914)
- Josef Dědeček - provizorní správce
- Josef Pihardt (od 1916)

Učitelé
- Josef Štěpánek
- Vincenc Jarolímek
- Antonín Rezek
- Bedřich Procházka
- Vavřinec Josef Dušek
- František Faktor
- František Nušl
- František Machát
- Bohuslav Horák
- Stanislav Nikolau
- František Žákavec
- Bohumil Bydžovský
- Josef Fischer
- František Vyčichlo

Absolventi
- Karel Pelant
- Otakar Husák
- Olga Třísková - Zvěřinová
- Jaroslav Otruba
- Simeon (arcibiskup)